# Дождь (камуфляж)

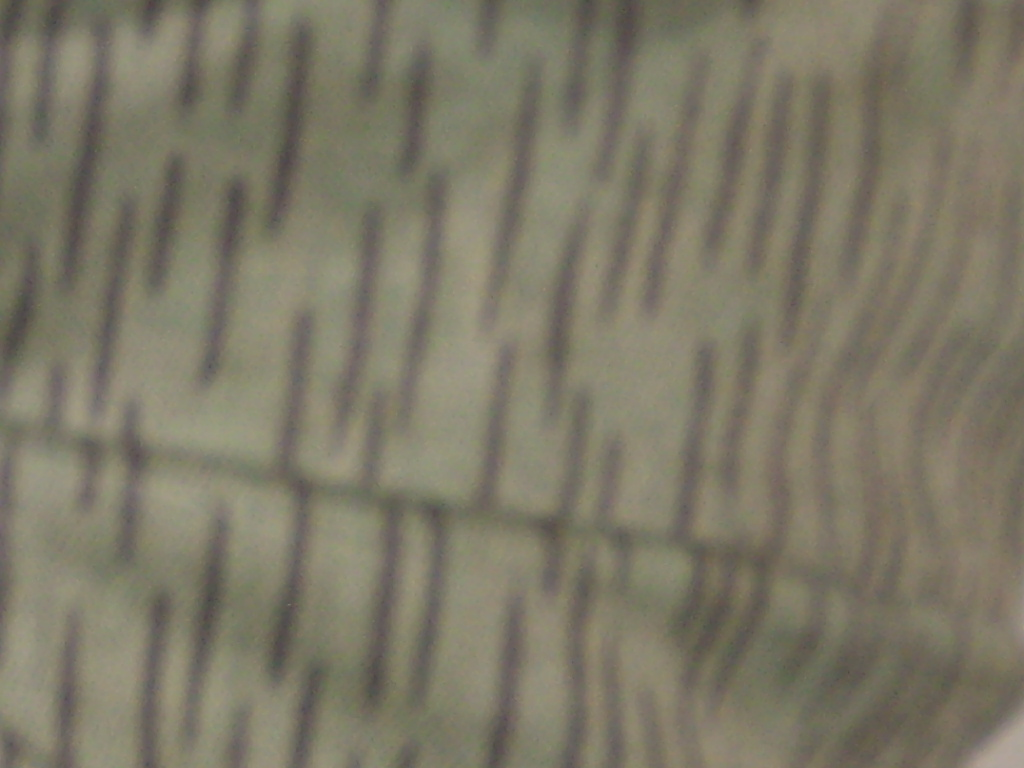
Чехословацкий камуфляж jehliči или oblacky (облако), разработан в 1960, представлен в 1963

«Дождь» — семейство камуфляжей, применявшихся странами Варшавского договора, такими как Польша, Чехословакия, ГДР и Болгария. Характерной чертой данного семейства камуфляжей является наличие множества близко расположенных вертикальных полос, похожих на падающий дождь, отпечатанных на фоне, который часто имеет один цвет, но сам может иметь искажённый рисунок.
Германский камуфляж Splittermuster 31 широко использовался во многих вариантах в течение Второй мировой войны, включал в себя искажённые «пятна» с нанесённой штриховкой черных «дождливых» полос. После окончания войны первой страной, принявшей на вооружение чисто «дождевой» камуфляж, стала Польша — польский «дождь» представлял собой тонкие коричневые штрихи на сером фоне. За ней последовала Чехословакия в 1963 году, причём чехословацкий вариант отличался тем, что коричневые штрихи наносились не на монотонном, а на расплывчатом фоне.. В 1965 году армия ГДР получила камуфляж Strichtarn.
Кроме того, камуфляж типа «дождь» (основанный на Splittermuster) применялся в Бундесвере и пограничной полицией ФРГ.